# Leichtathletik-Länderkampf der Frauen 1961 BR Deutschland – Großbritannien
| 8. Leichtathletik-Länderkampf mit bundesdeutscher Beteiligung 1961 | 8. Leichtathletik-Länderkampf mit bundesdeutscher Beteiligung 1961 |               |
| ------------------------------------------------------------------ | ------------------------------------------------------------------ | ------------- |
|                                                                    |                                                                    |               |
| Ländervergleich der Frauen: BR Deutschland – Großbritannien        |                                                                    |               |
| Austragungsort                                                     | Oberhausen                                                         |               |
| Wettbewerbe                                                        | 10                                                                 |               |
| Datum                                                              | 1. September 1961                                                  |               |
| 1. FRG 2. GBR                                                      | 61 Punkte 45 Punkte                                                |               |
| Chronik                                                            |                                                                    |               |
| ← FIN-FRG (M)                                                      | FRG-GBR (M) →                                                      | FRG-GBR (M) → |

Den achten Vergleich des Länderkampfjahres 1961 bestritten wieder die Frauen. Am 1. September trafen sie in Oberhausen auf Großbritannien. Gegen die Britinnen hatten die deutschen Leichtathletinnen mit zwei zu zwei eine ausgeglichene Bilanz.

## Wettbewerbe und Modus
In diesem Vergleich wurden zehn Disziplinen an einem Tag ausgetragen, einer weniger als in Länderkämpfen der Frauen damals üblich. Nicht auf dem Programm standen die sonst in der Regel gelaufenen 400 Meter, die 1964 auch für die Frauen olympisch wurden. Ansonsten wurden alle damaligen olympischen Frauendisziplinen durchgeführt. Die Wertung erfolgte durchgängig nach dem Standardsystem.

## Ergebnis
Im Bereich der Lauf- und Sprungwettbewerbe war der Länderkampf sehr ausgeglichen. Die britischen und bundesdeutschen Leichtathletinnen entschieden je zwei Läufe für sich, die Britinnen einen davon mit einem Doppelerfolg. Den Hochsprung gewann Großbritannien, den Weitsprung sicherte sich die Bundesrepublik Deutschland, diesen mit einem Doppelerfolg. Die Entscheidung fiel in den Wurf- und Stoßdisziplinen. Alle drei Würfe/Stöße gingen mit Doppelerfolgen an die bundesdeutschen Sportlerinnen. So siegte die Bundesrepublik Deutschland in diesem fünften Aufeinandertreffen mit 61 zu 45 Punkten und gestaltete die Gesamtbilanz damit zum ersten Mal positiv für sich.

## Resultate

### 100 m
| Platz | Athletin     | Land | Zeit (s) |
| ----- | ------------ | ---- | -------- |
| 1     | Jutta Heine  | FRG  | 11,5     |
| 2     | Jenny Smart  | GBR  | 11,5     |
| 3     | Maren Collin | FRG  | 11,7     |
| 4     | Daphne Arden | GBR  | 11,8     |

### 200 m
| Platz | Athletin       | Land | Zeit (s) |
| ----- | -------------- | ---- | -------- |
| 1     | Jutta Heine    | FRG  | 23,5     |
| 2     | Jenny Smart    | GBR  | 23,6     |
| 3     | Carole Carter  | GBR  | 24,3     |
| 4     | Maria Jeibmann | FRG  | 24,5     |

### 800 m
| Platz | Athletin         | Land | Zeit (min) |
| ----- | ---------------- | ---- | ---------- |
| 1     | Joy Jordan       | GBR  | 2:08,4     |
| 2     | Ann Oliver       | GBR  | 2:09,7     |
| 3     | Anita Wörner     | FRG  | 2:10,1     |
| 4     | Rosemarie Nitsch | FRG  | 2:11,1     |

### 80 m Hürden
| Platz | Athletin         | Land | Zeit (s) |
| ----- | ---------------- | ---- | -------- |
| 1     | Betty Moore      | GBR  | 10,7     |
| 2     | Erika Fisch      | FRG  | 10,7     |
| 3     | Ann Charlesworth | GBR  | 11,0     |
| 4     | Ingrid Schlundt  | FRG  | 11,1     |

### 4 × 100 m Staffel
| Platz | Besetzung      | Land                                                  | Zeit (s) |
| ----- | -------------- | ----------------------------------------------------- | -------- |
| 1     | BR Deutschland | Erika Fisch Maren Collin Renate Bronnsack Jutta Heine | 45,3     |
| 2     | Großbritannien | Madeleine Cobb Carole Carter Betty Moore Jenny Smart  | 45,6     |

### Hochsprung
| Platz | Athletin        | Land | Höhe (m) |
| ----- | --------------- | ---- | -------- |
| 1     | Dorothy Shirley | GBR  | 1,66     |
| 2     | Ilia Hans       | FRG  | 1,63     |
| 3     | Pat Veals       | GBR  | 1,60     |
| 4     | Ingrid Becker   | FRG  | 1,60     |

### Weitsprung
| Platz | Athletin         | Land | Weite (m) |
| ----- | ---------------- | ---- | --------- |
| 1     | Helga Hoffmann   | FRG  | 6,19      |
| 2     | Gudrun Scheller  | FRG  | 5,96      |
| 3     | Janet Neill      | GBR  | 5,93      |
| 4     | Loraine Winfield | GBR  | 5,78      |

### Kugelstoßen
| Platz | Athletin       | Land | Weite (m) |
| ----- | -------------- | ---- | --------- |
| 1     | Marlene Klein  | FRG  | 14,78     |
| 2     | Sigrun Grabert | FRG  | 14,68     |
| 3     | Suzanne Allday | GBR  | 13,85     |
| 4     | Mary Peters    | GBR  | 11,92     |

### Diskuswurf
| Platz | Athletin           | Land | Weite (m) |
| ----- | ------------------ | ---- | --------- |
| 1     | Kriemhild Hausmann | FRG  | 51,38     |
| 2     | Gudrun Kapolke     | FRG  | 47,57     |
| 3     | Suzanne Allday     | GBR  | 47,01     |
| 4     | Betty Bevan        | GBR  | 38,22     |

### Speerwurf
| Platz | Athletin             | Land | Weite (m) |
| ----- | -------------------- | ---- | --------- |
| 1     | Anneliese Gerhards   | FRG  | 51,12     |
| 2     | Erika Strößenreuther | FRG  | 50,26     |
| 3     | Averill Williams     | GBR  | 39,52     |
| 4     | Margaret Whitbread   | GBR  | 38,29     |